# OR2G6
OR2G6‏ (Olfactory receptor family 2 subfamily G member 6) هوَ بروتين يُشَفر بواسطة جين OR2G6 في الإنسان.